# Narrillos del Álamo (kommun)
Narrillos del Álamo är en kommun i Spanien.   Den ligger i provinsen Provincia de Ávila och regionen Kastilien och Leon, i den centrala delen av landet, 150 km väster om huvudstaden Madrid.